# Chi
Chi (grekiska χι chi) (versal: Χ, gemen: χ) är den 22:a bokstaven i det grekiska alfabetet. Den hade i det joniska talbeteckningssystemet värdet 600.
Ursprungligen representerade chi ett aspirerat k-ljud [kʰ] men fick i västgrekiska uttalet [ks], vilket sedan gav upphov till X, x i det latinska alfabetet. Chi har också gett upphov till Х, х i det kyrilliska alfabetet.
I modern grekiska representerar chi en av två tonlösa frikativor: [x] som i tyska ach eller [ç] som i tyska ich, och skrivs normalt som ch vid translitterering till det latinska alfabetet.

## Unicode
|   | decimalt | hexadecimalt | HTML  |
| - | -------- | ------------ | ----- |
| χ | 967      | 3C7          | &chi; |
| Χ | 935      | 3A7          | &Chi; |